# Bock (Luxemburgo)

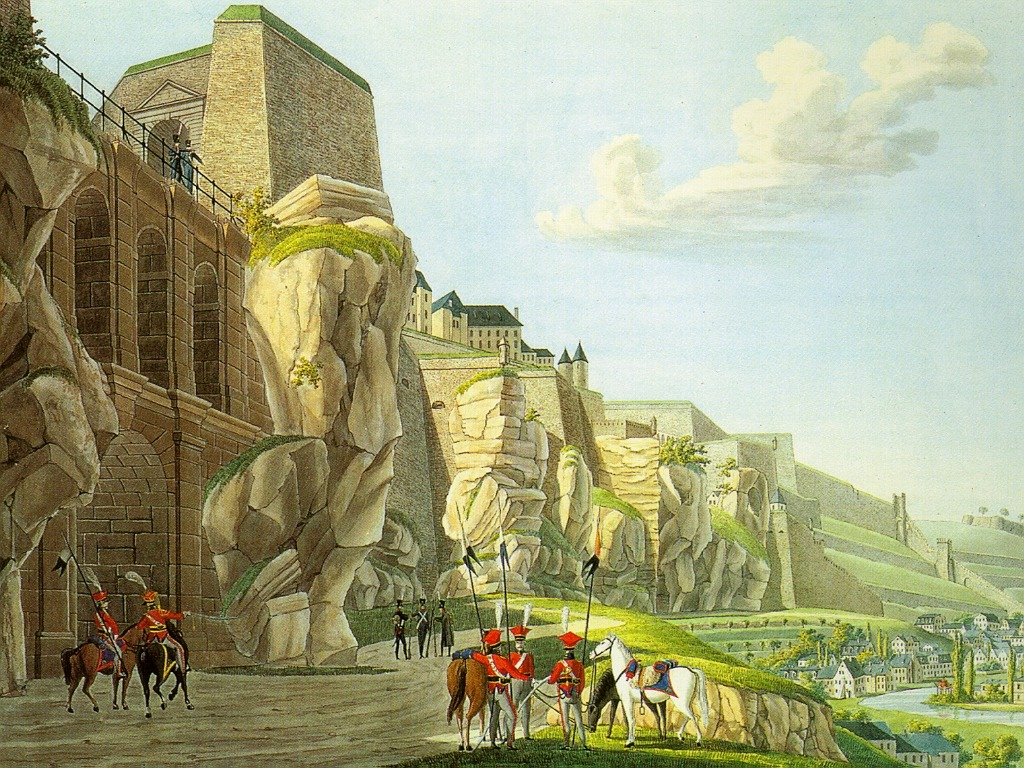
Las fortificaciones del Bock por Christophe-Guillaume Selig (1791-1837)

El Bock (en luxemburgués: Bockfiels) es un promontorio situado en el extremo noreste del casco antiguo de Luxemburgo. Sus acantilados rocosos, que constituyen una fortificación natural, se elevan sobre el río Alzette, que lo rodea por tres lados. Fue aquí donde el conde Sigfrido construyó su castillo de Lucilinburhuc en el año 963, sentando las bases para el desarrollo de la ciudad que se convirtió en Luxemburgo. A lo largo de los siglos, el Bock y las defensas circundantes fueron reforzados, atacados y reconstruidos una y otra vez mientras los ejércitos de los borgoñones, los Habsburgo, los españoles, los prusianos y los franceses se disputaban la victoria sobre una de las fortalezas más estratégicas de Europa (y una Bundesfestung), la fortaleza de Luxemburgo. La guerra no cesó hasta que se firmó el Tratado de Londres en 1867, que exigía la demolición de las fortificaciones. Las ruinas del antiguo castillo y el vasto sistema subterráneo de pasajes y galerías conocido como las casamatas siguen siendo una importante atracción turística.

## Historia

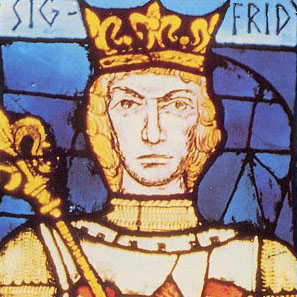
Conde Sigfrido de Luxemburgo

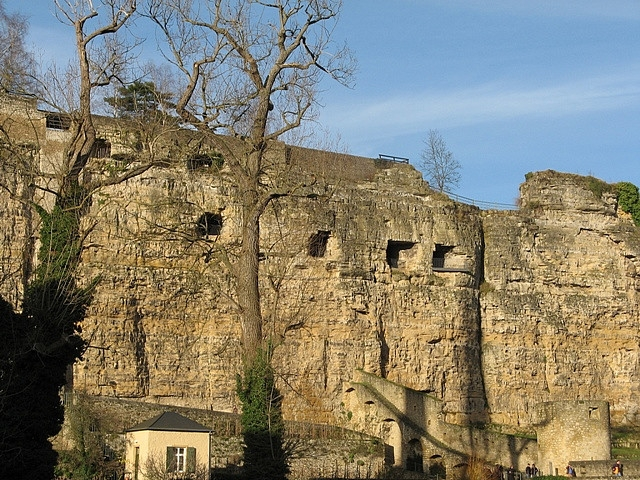
El acantilado del Bock con aspilleras para los cañones

Fue en el año 963 cuando el conde Sigfrido, en busca de un emplazamiento desde el que defender sus propiedades, obtuvo el Bock y sus alrededores de la abadía de San Maximino de Tréveris a cambio de las tierras que poseía en Feulen, en las Ardenas, al norte. Es probable que los romanos, y luego los francos, ya hubieran habitado el Bock, aunque sólo hay escasas pruebas arqueológicas de su presencia. Sin embargo, existen vestigios de una torre de vigilancia romana del siglo IV cerca del punto de la Lonja donde se cruzaban dos grandes vías romanas, una de Reims a Tréveris y la otra de Metz a Lieja.

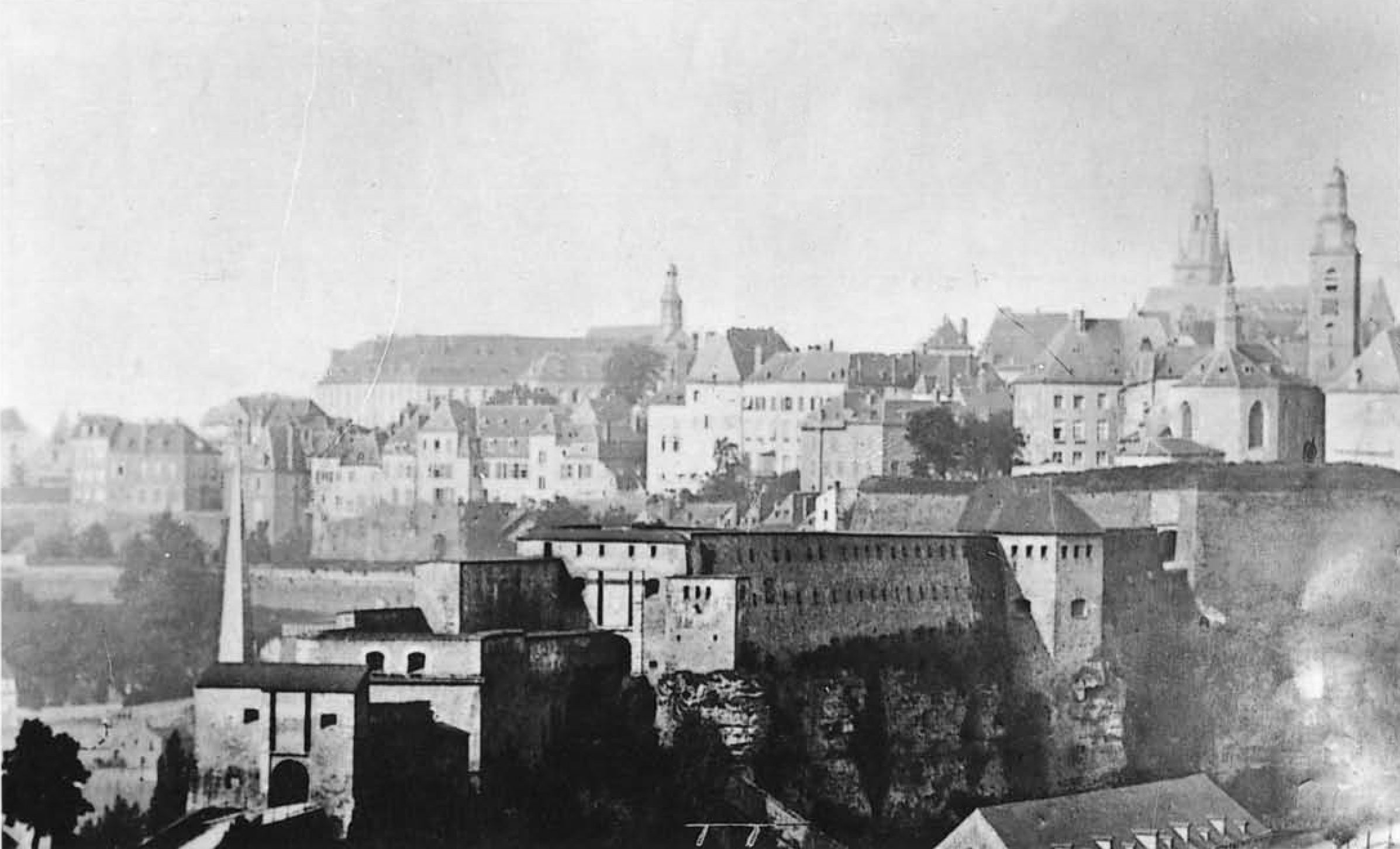
Fotografía de las cuatro puertas del Bock (c. 1867)

En efecto, la primera mención histórica del Bock está relacionada con una torre de vigilancia o fortificación en la vía romana de Reims a Tréveris que, en el año 723, fue cedida por Carlos Martel, duque de los francos, a la abadía de San Maximino de Tréveris. Dos siglos más tarde, el conde Sigfrido, que tenía propiedades "en Feulen, Hosingen y Monnerich en el Pagus Wabrensis, en Sarreburg, Berncastel y Roussy en el Pagus Mosellanus", buscaba un emplazamiento para un castillo capaz de resistir cualquier ataque y que sirviera de punto central para sus posesiones. Tras no conseguir un emplazamiento cerca de la abadía de Stavelot, actualmente en la provincia belga de Lieja, se dirigió al abad de San Maximino para la compra de la propiedad situada en lo alto del acantilado del Bock, sobre el río Alzette, descrita como "castillo de nombre Lucilinburhuc" (castellum quod dicitur Lucilinburhuc). Por tanto, parece que ya existía un castillo en el lugar antes de que Sigfrido se interesara por él y que no fue Sigfrido quien lo llamó Lucilinburhuc. Tras obtener el consentimiento del emperador Otón I, la escritura fue firmada por Viker, abad de San Maximino, el 7 de abril de 963. Sigfrido adquirió el lugar a cambio de algunas de sus propiedades en Feulen.

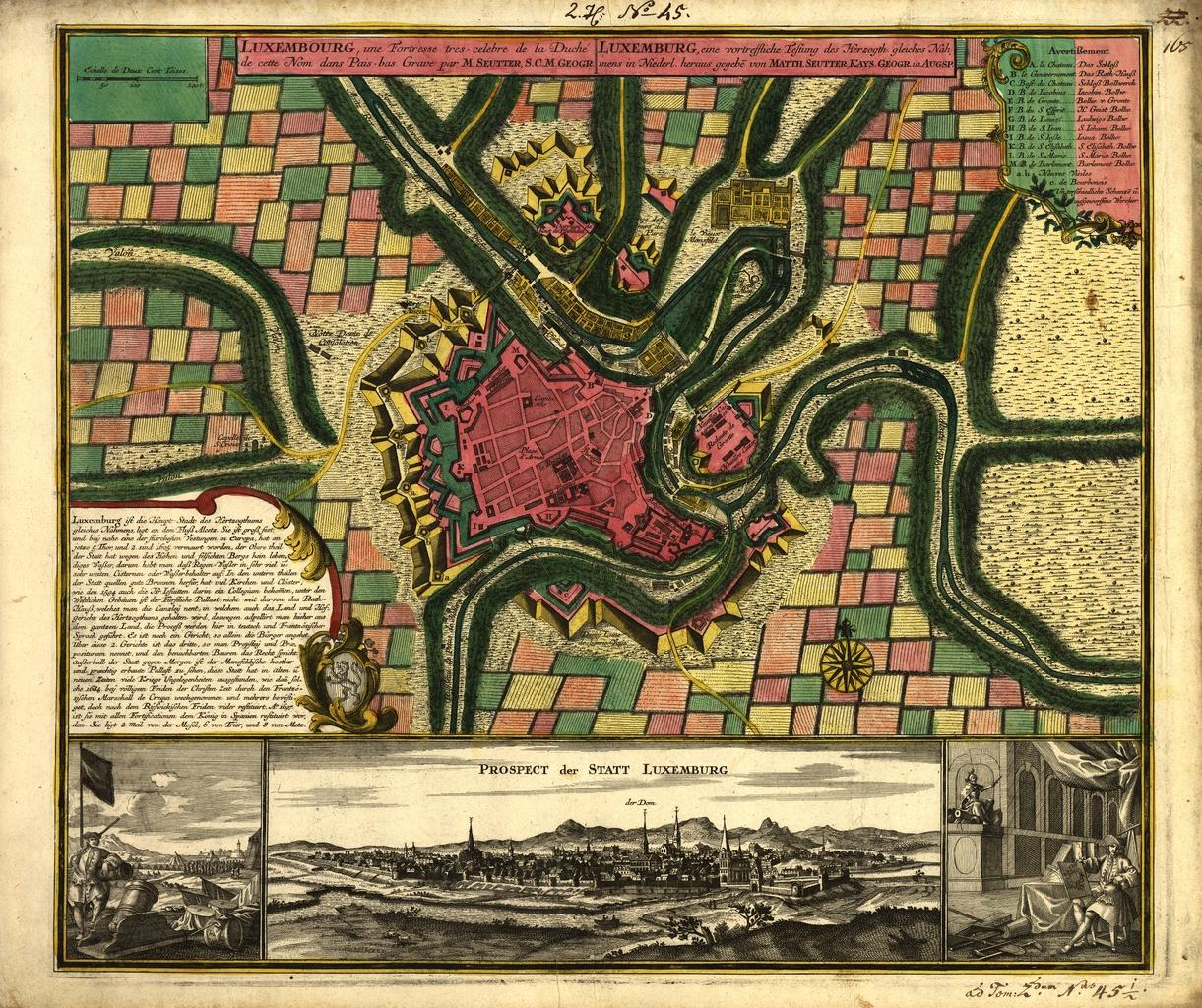
Mapa de Luxemburgo de Matteus Seuter (c. 1730)

A lo largo de los siglos, el castillo fortificado de Sigfrido en el Bock se amplió considerablemente y se protegió con muros y defensas adicionales. En 987 se construyó la capilla del castillo en la cercana Lonja. La actual iglesia de San Miguel se encuentra en el mismo lugar. Bajo Conrado I, el castillo se convirtió en la residencia de los condes de Luxemburgo. Fue dañado, destruido, capturado y reconstruido en varias ocasiones cuando los borgoñones (1473), los Habsburgo (1477) y los españoles (1555) atacaron y tomaron la fortaleza.
Con el paso del tiempo, las fortificaciones tuvieron que adaptarse a los nuevos métodos de guerra basados en una potencia de fuego cada vez mayor. Durante la década de 1640, bajo el dominio de los españoles, el ingeniero suizo Isaac von Treybach reformó considerablemente las defensas. También se reforzó el Bock con tres fuertes, el Bock Grande, el Bock Medio y el Bock Pequeño (de oeste a este), separados entre sí por cortes en la roca y unidos por puentes. Como resultado, poco queda del castillo medieval.
Un poco más tarde en 1684, en nombre de Luis XIV, Vauban consiguió capturar la ciudad de Luxemburgo durante un mes de asedio en el que las fortificaciones del Bock fueron completamente arrasadas. A  partir de entonces, Vauban, tal vez el ingeniero de fortificación más competente de su época, emprendió importantes ampliaciones de las defensas, dándose cuenta de que los pasajes y cámaras subterráneos eran tan importantes como las instalaciones de superficie. El Gran Bock, conectado a la ciudad vieja por el Puente del Castillo, fue reforzado aún más. Cerrado por un muro de 12 m de altura, era el componente principal de la nueva fortaleza.

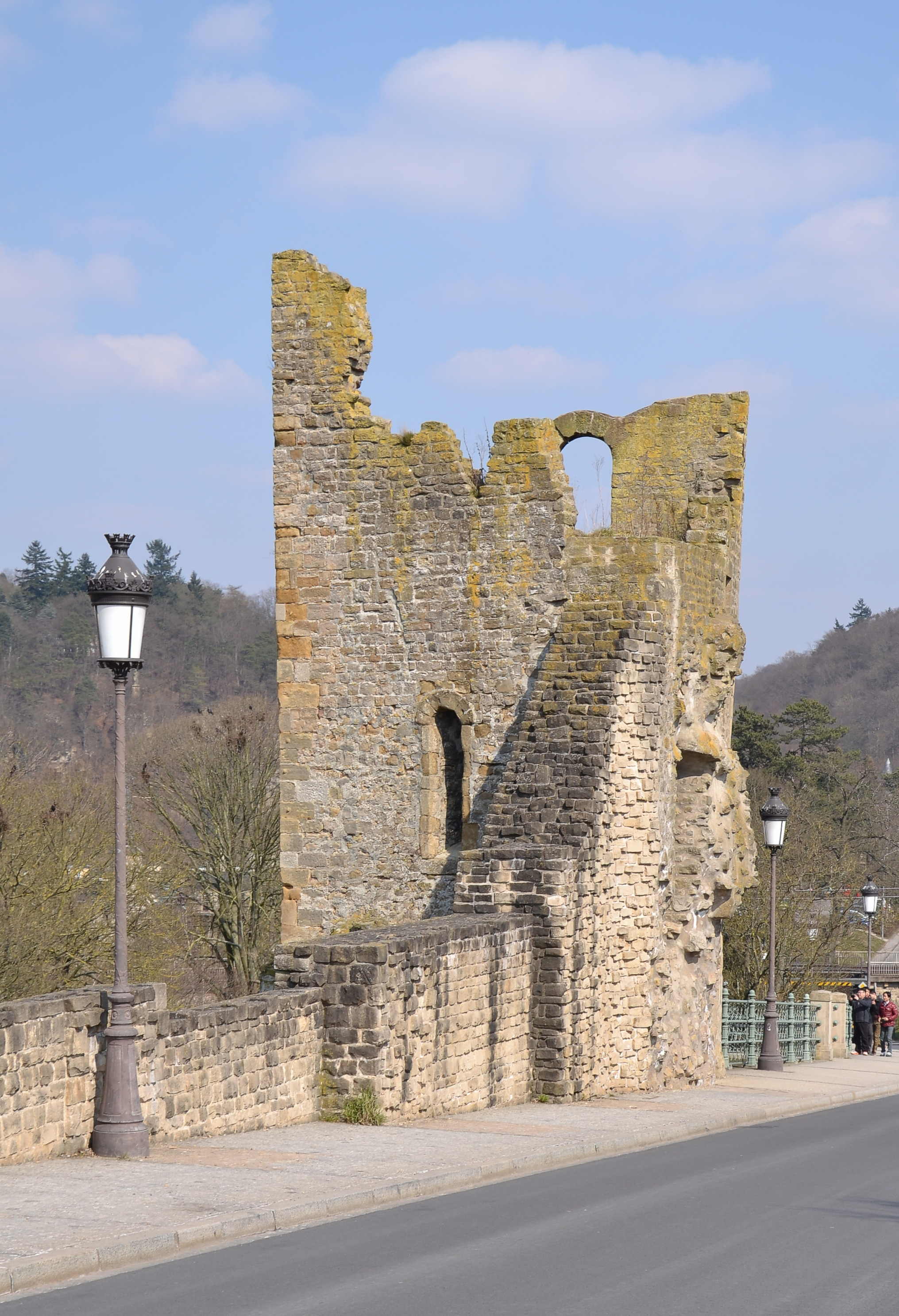
La ruina del "Diente Hueco"

Además de estas estructuras, el Bock también incluía un sistema de casamatas, que se originó en los sótanos del castillo medieval. En 1744, durante el período austriaco, estos pasajes subterráneos fueron ampliados considerablemente por el general Neipperg . El pasaje principal, que aún permanece, tiene 110 m de largo y hasta 7 m de ancho. Las ramas que se abrían a ambos lados estaban equipadas con no menos de 25 ranuras para cañones, 12 al norte y 13 al sur, lo que ofrecía una potencia de fuego considerable. En caso de guerra, las casamatas del Bock, con una superficie de 1.100 m 2, podrían utilizarse como cuartel para varios centenares de soldados. El agua se abastecía de un pozo de 47 m de profundidad.
Gracias a sus defensas, en 1794 durante las Guerras Revolucionarias Francesas, la ciudad resistió el asedio francés durante siete meses. Cuando la guarnición finalmente se rindió, los muros aún estaban intactos. Esto llevó al político e ingeniero francés Lazare Carnot a llamar a la fortaleza de Luxemburgo "la mejor del mundo, aparte de Gibraltar ". Como resultado, a menudo se le ha llamado el Gibraltar del Norte.
Las fortificaciones fueron finalmente demolidas bajo los términos del Tratado de Londres en 1867. La demolición tomó 16 años y costó la enorme suma de 1,5 millones de francos oro.

## El puente del castillo

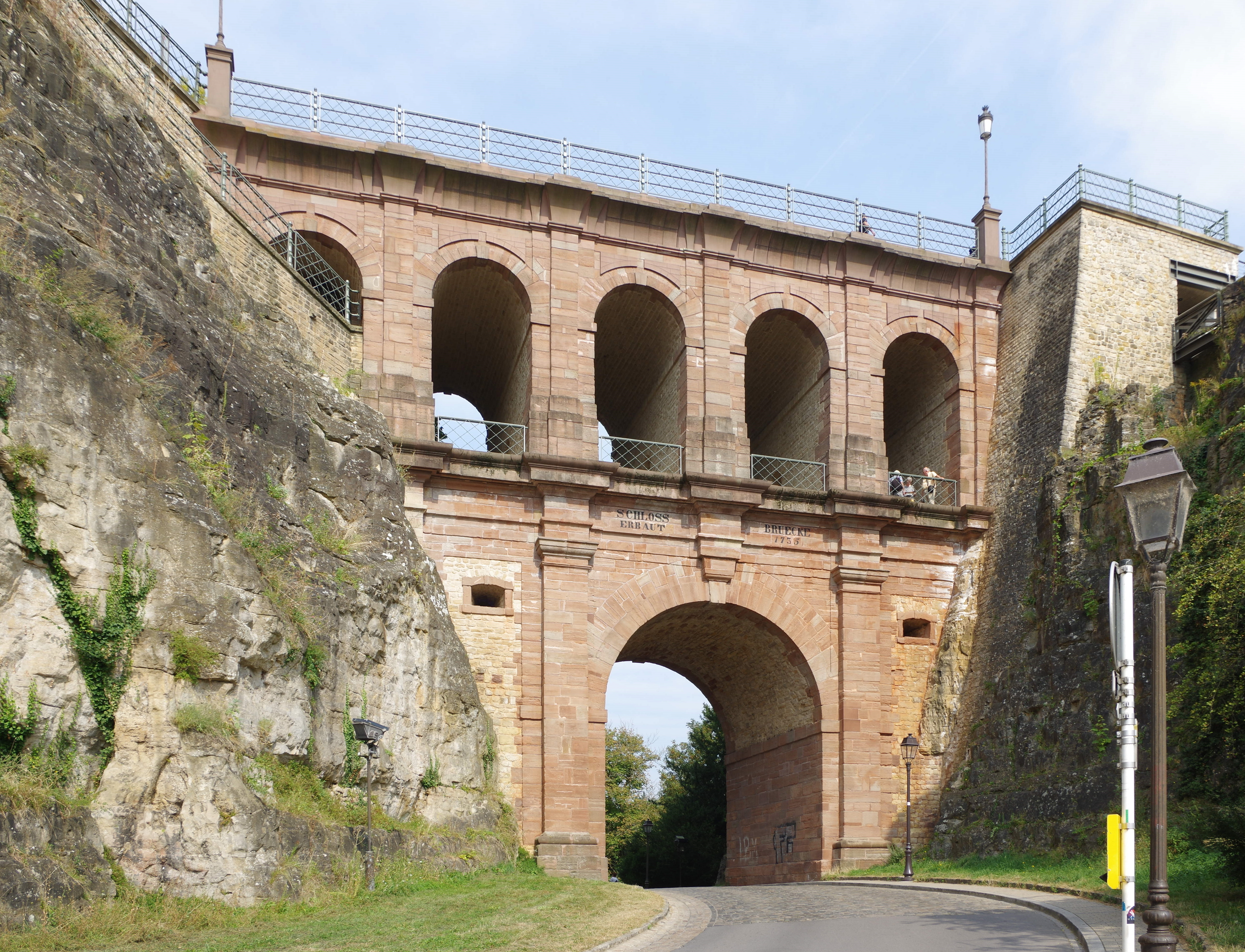
El puente del castillo

El puente de dos pisos que conecta el Bock con el casco antiguo fue un componente importante de las fortificaciones. Técnicamente, es una estructura bastante curiosa. Construido en 1735 por los austriacos, ofrece nada menos que cuatro formas de cruzar entre los acantilados: el camino por encima, un pasaje a través de los cuatro arcos superiores, una escalera de caracol que sube por el arco principal y un túnel bajo el camino en la parte inferior.

## Visitantes famosos
A lo largo de los años, las casamatas de Bock han recibido varios visitantes ilustres.  Entre estos se encuentran:
- Emperador José II de Austria (1781);
- Napoleón Bonaparte (1804);
- Príncipe Enrique de los Países Bajos (1868);
- Gran Duquesa Carlota de Luxemburgo (1936);
- El Gran Duque Enrique de Luxemburgo y su esposa, la Gran Duquesa María Teresa (2000).

## La leyenda de Melusina
Según los informes, ha habido personas que han visto a Melusina en las aguas cercanas.

## Galería

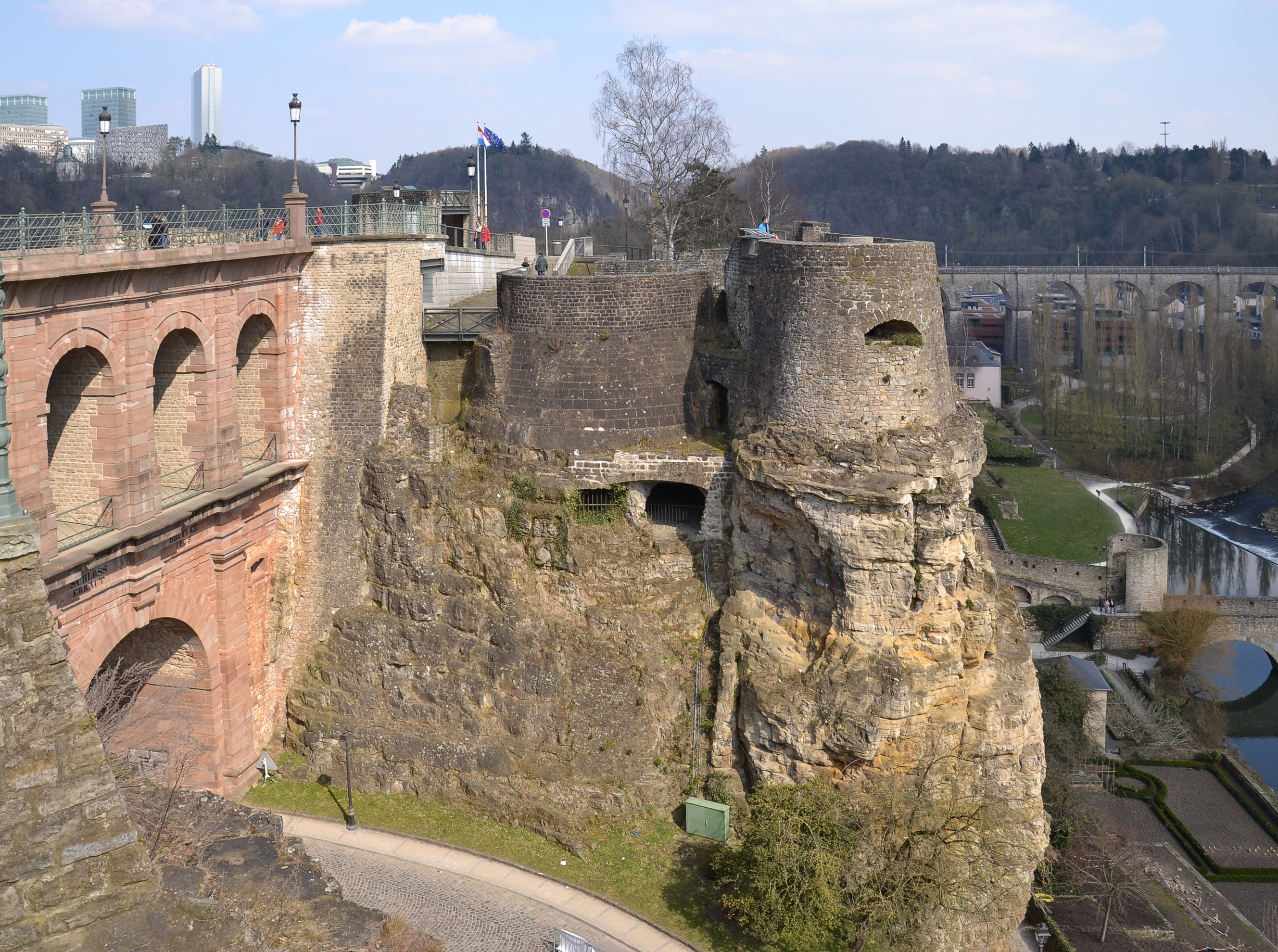
Las fortificaciones del Bock
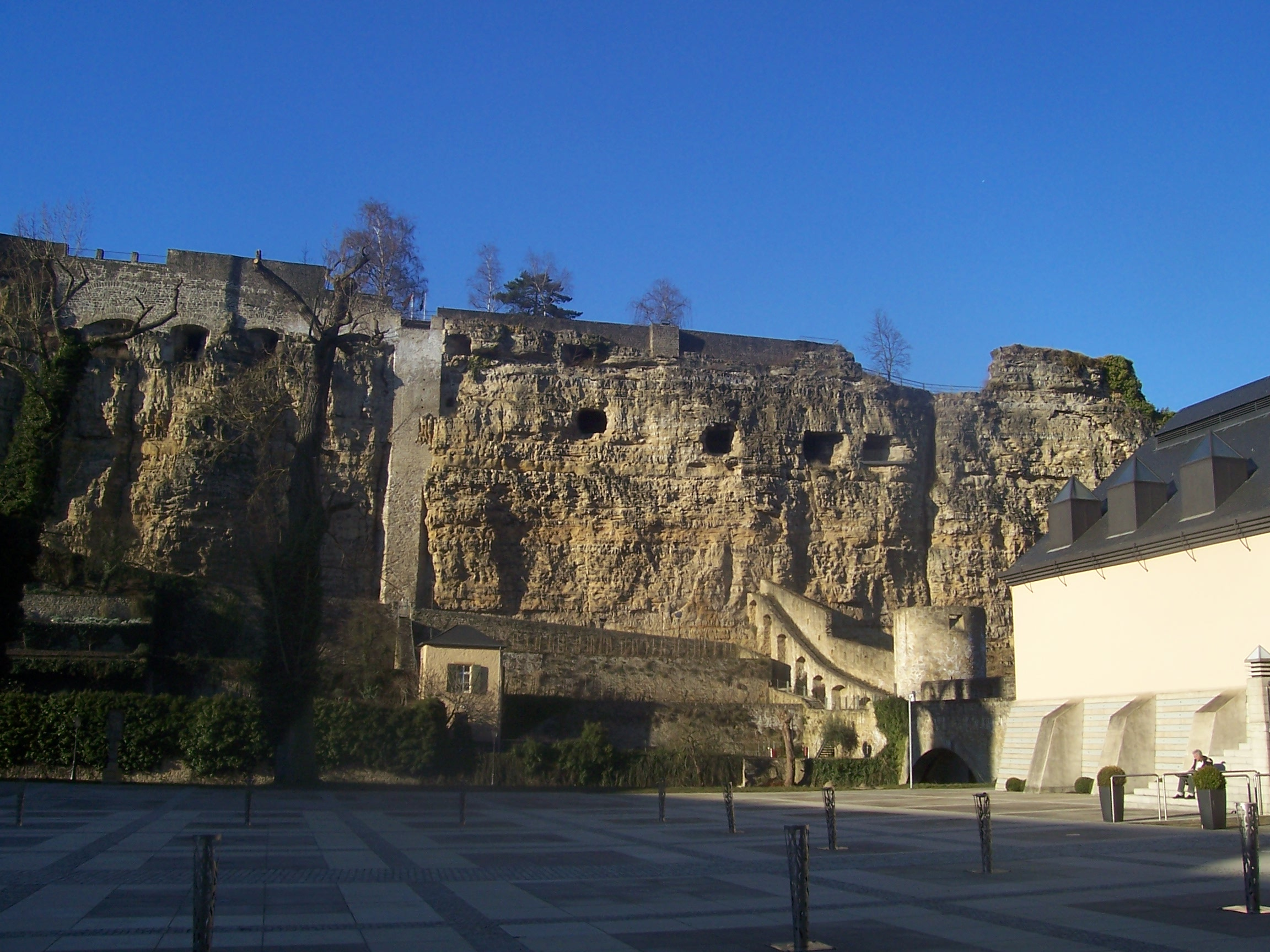
El acantilado del Bock con aspilleras de cañón
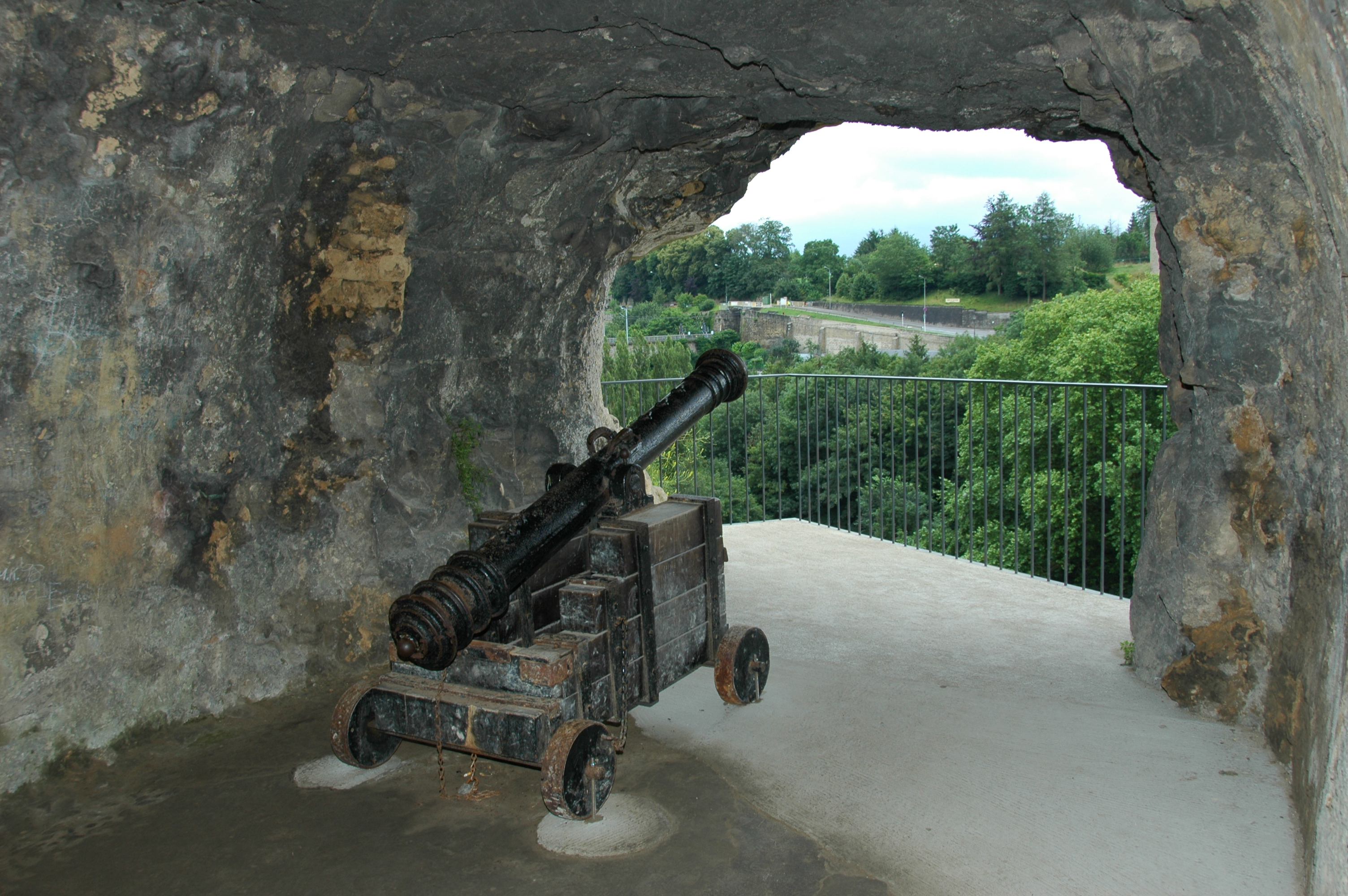
Cañón dentro de las casamatas
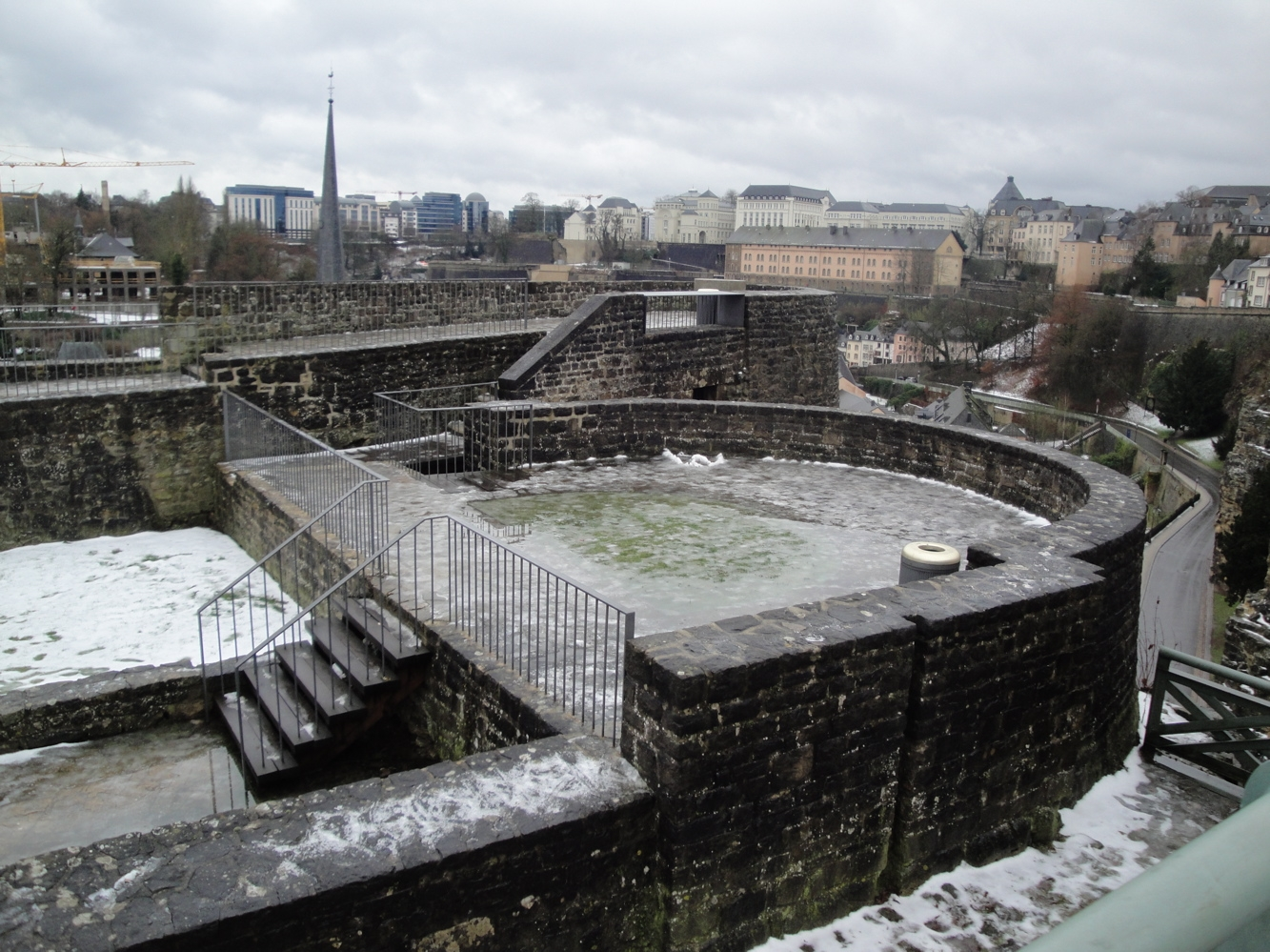
Las fortificaciones del Bock en invierno
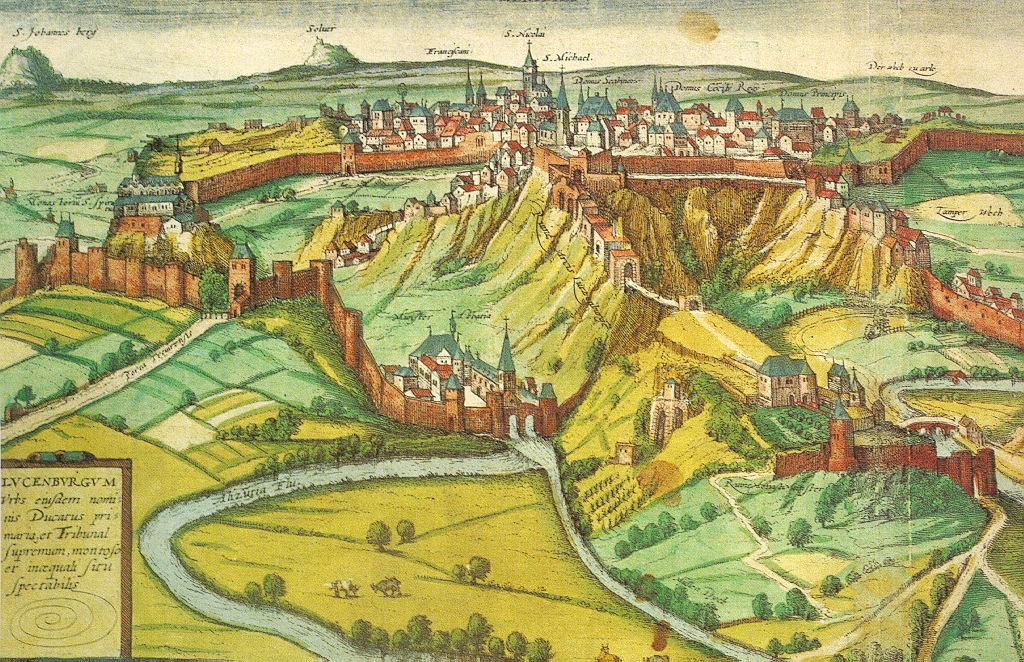
Luxemburgo de Joan Blaeu (1649)
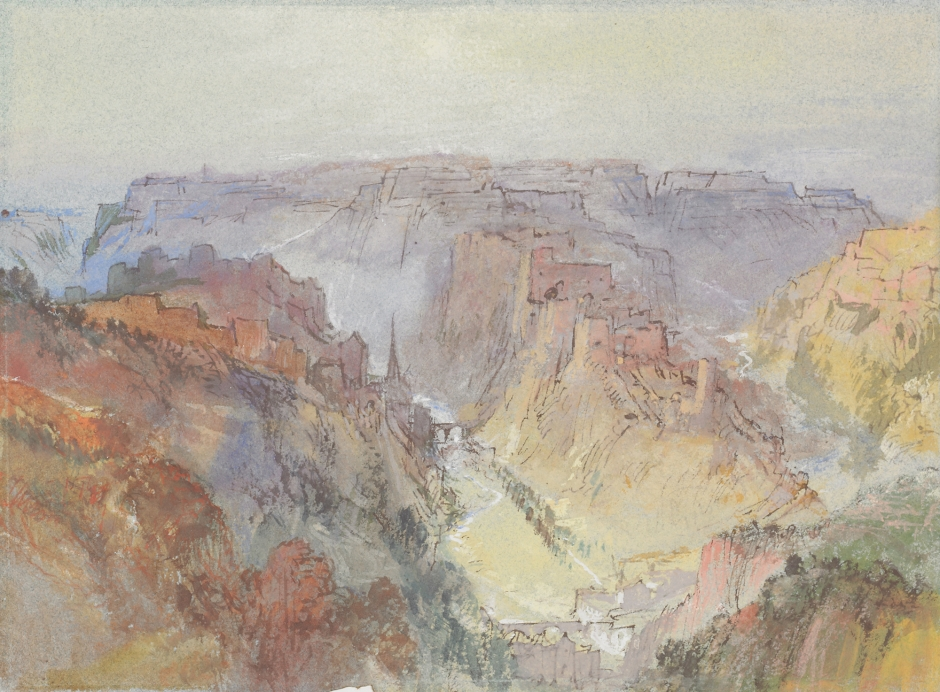
Luxemburgo de William Turner (1834)
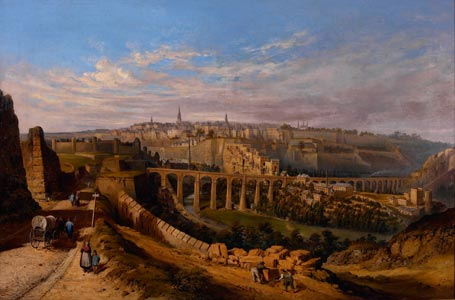
Luxemburgo de Nicolas Liez (1870)
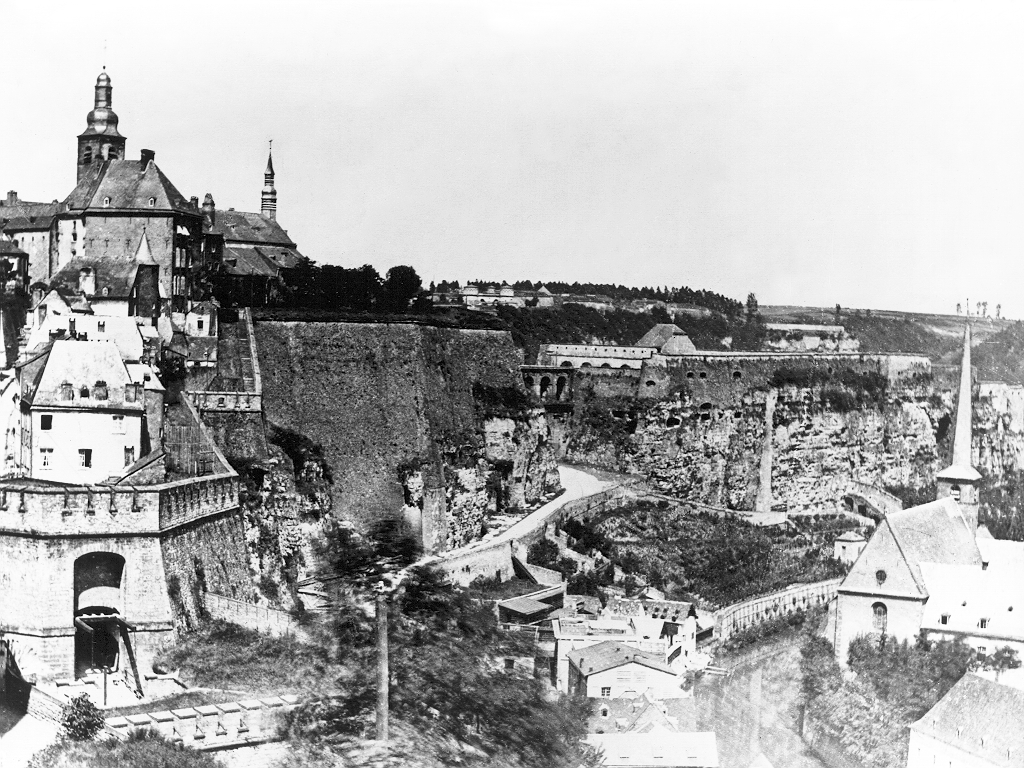
La fortaleza de Luxemburgo antes de su demolición en 1867

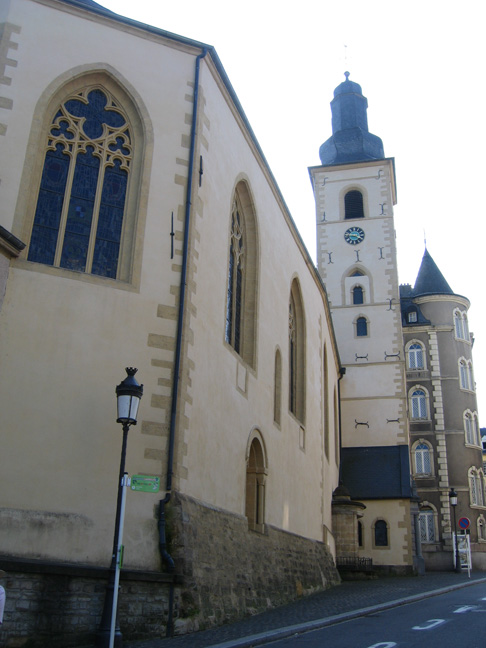
Iglesia de San Miguel, antigua capilla del castillo
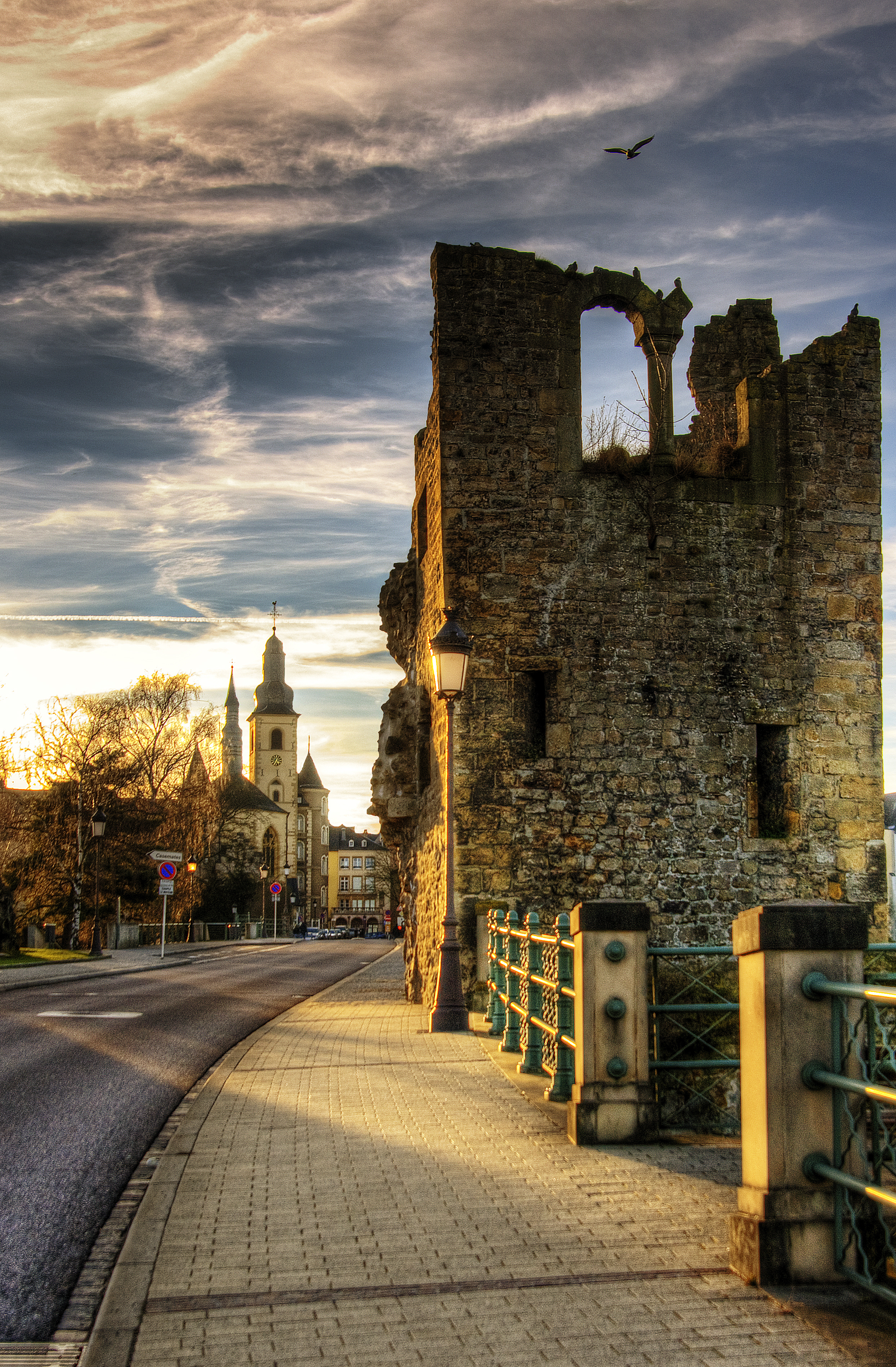
La torre del "Diente Hueco" con la Iglesia de San Miguel al fondo